# Étienne de Tournai
Étienne de Tournai, né le 18 février 1128 à Orléans et mort en 1203 à Tournai (Belgique), était un chanoine régulier de Saint-Victor, homme de lettres, auteur spirituel et juriste influent. Il est le premier juriste européen à tenter d'obtenir réparation pour crimes de guerre.
Abbé de Sainte-Geneviève à Paris, il est élu évêque de Tournai en 1191.  Il le reste jusqu’à sa mort en 1203.

## Biographie
Né à Orléans, Étienne fait d’excellentes études de lettres à l'école cathédrale d'Orléans et de droit à l’université de Bologne en Italie (1145-1150). Vers 1155 il devient chanoine régulier victorien à Saint-Euverte (Orléans) dont il devient abbé en 1167. Plus tard, à partir de 1176, il dirige l’abbaye victorienne de Sainte-Geneviève, à Paris.  Il est élu évêque de Tournai en 1191.
Comme évêque il met ses connaissances juridiques au service du diocèse de Tournai. Il est bon administrateur. Réformateur et zélé dans le domaine de la discipline ecclésiastique, il défend également les droits de l’Église contre les tentations du pouvoir régalien, en particulier celui de Philippe-Auguste.
Il donne une grande importance à la vie religieuse, particulièrement monastique, estimant que seuls les grands ordres fournissent le cadre adéquat — vie régulière, solide et austère — à une formation ecclésiastique. Pour autant que l’on choisisse une vie plus stricte, il admet facilement que l’on passe d’un ordre à l’autre. Il écrit une longue lettre à un ami qui, après 40 ans de vie active, décide de se faire ermite. Tout en regrettant la perte d’un collaborateur, il fait l’éloge de son choix pour l’érémitisme.

## Œuvres
Le juriste qu’est Étienne de Tournai a rassemblé un ensemble de décrets et lois ecclésiastiques, la Summa Decreti, qui a longtemps fait  autorité. Publiée dans la Patrologie Latine de Migne, elle permet de comparer les idées juridiques des universités de Paris et Bologne.
Il a surtout laissé à la postérité un grand nombre de lettres, un genre littéraire en lequel il excelle. On y perçoit sa conception de la vie religieuse, certainement supérieure à la vie dans le monde. Lui-même se considère inférieur à un ermite. Cependant il garde un idéal d’équilibre religieux, estimant qu'il n'est pas nécessaire d’imiter les jeûnes et austérités extrêmes des pères du désert. Il suggère plutôt la voie mesurée de Saint Augustin : pas de prières trop longues et démonstratives, mais un équilibre entre l’oraison, la lecture et la réflexion.
Parmi ces lettres, certaines sont adressées à de hauts personnages scandinaves. Dans celles qu'il adresse à Knut VI de Danemark, Étienne demande réparation pour les raids des Vikings sur Paris au milieu du IXe siècle, au cours desquels ils ont endommagé des églises, notamment l'abbaye Sainte-Geneviève et mis en esclavage des prisonniers. Il est le premier juriste européen à tenter d'obtenir réparation pour crimes de guerre et à demander la restitution des biens volés. Tout en reconnaissant que le roi actuel du Danemark, Knut VI, ne descendait pas en ligne directe des auteurs de ces expéditions, il suggère que toute sa famille en a certainement tiré profit. Dans les instructions qu'il donne à son envoyé sur la façon de lire ces lettres devant le roi, il recommande de les lire sur un ton léger afin de ne pas susciter la colère mais la compassion. 
Dans ses sermons (une soixantaine), il insiste sur l’importance de la discipline et la réforme des religieux et des chanoines réguliers.